# Ptyč
Ptyč nebo dříve též Ptíč byl rozlehlý hospodářský dvůr a osada v severovýchodní části okrese Plzeň-sever. Dvůr ležel na terase nad levým břehem řeky Berounky na katastrálním území obce Hlince, 12,5 km východně od Kralovic. V roce 2009 byl původní dvůr zbourán a na jeho místě je budován rozsáhlý komplex Maják Ptyč pro aktivity protagonistek gnostické filosofie Avenna.

## Historie
Ves Ptíč patřila pánům ze Slatiny. Ve vsi byl opevněný dvůr, na kterém v polovině 14. století seděl jistý Petr. Za husitských válek byla ves zničena pravděpodobně v průběhu obléhání hradu Libštejna. Na přelomu 15. a 16. století byl poplužní dvůr opraven Johankou ze Ptíče. Kolem roku 1590 byla obnovena ves, která byla majetkem pražského kláštera karmelitánů. Roku 1613 prodal klášter zpustlý dvůr Henrichovi Jakubovi Týřovskému na Chříči a okolo roku 1650 byl dvůr znovu vystavěn. Roku 1701 prodali zadlužení bratři Týřovští chříčské panství i s dvorem Ptíč Václavovi J. Lažanskému. Poslední podoba dvora pocházela z doby po roce 1800.

## Okolí
U Ptyče končí území přírodního parku Hřešihlavská. Na sever v nivě Berounky je zřícenina gotického kostela sv. Petra a Pavla na místě zaniklé vsi Dolany, na protějším pravém břehu je národní přírodní rezervace Chlumská stráň

## Maják Ptyč

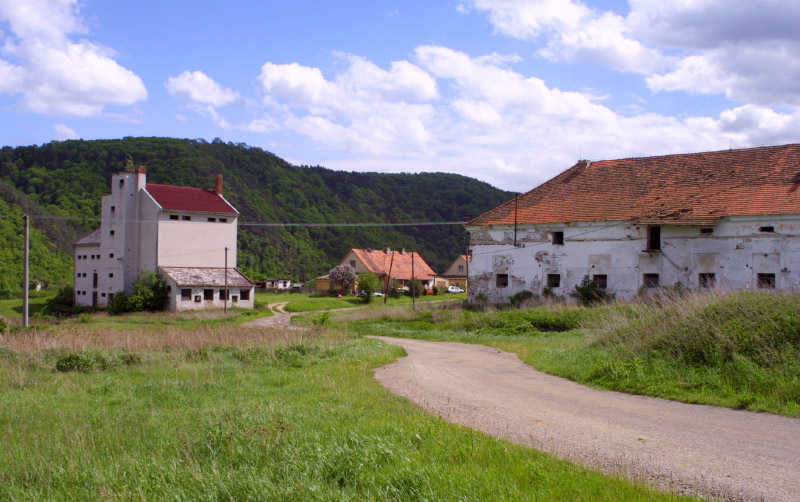
Hospodářský dvůr Ptyč v roce 2006

Od jara 2010 (s přibližným termínem dokončení stanoveným na rok 2013) na území osady vyrůstalo ozdravné, vzdělávací, relaxační, kulturní a sportovní centrum Maják Ptyč s dvěma podzemními a dvěma nadzemními podlažími. Počítalo se se sedmdesáti lůžky a s chovem koní a stájemi pro ně. Původní budovy zemědělského statku, které za socialismu sloužily JZD, byly od roku 2009 postupně zbourány. I s přilehlými pozemky zaujímá stavba plochu 10 000 m², cenu stavby odhadli nejmenovaní odborníci pro MF Dnes na 2 miliardy Kč, na místě má vlastní betonárku. Výstavbu zajišťuje zahradnická, rybníkářská a zemědělská firma Stébla. MF Dnes zjistila, že za aktivitami stojí firmy Stébla a Double Square, které spoluvlastní Daniela Kuchtová, bývalá manželka miliardáře Pavla Tykače.

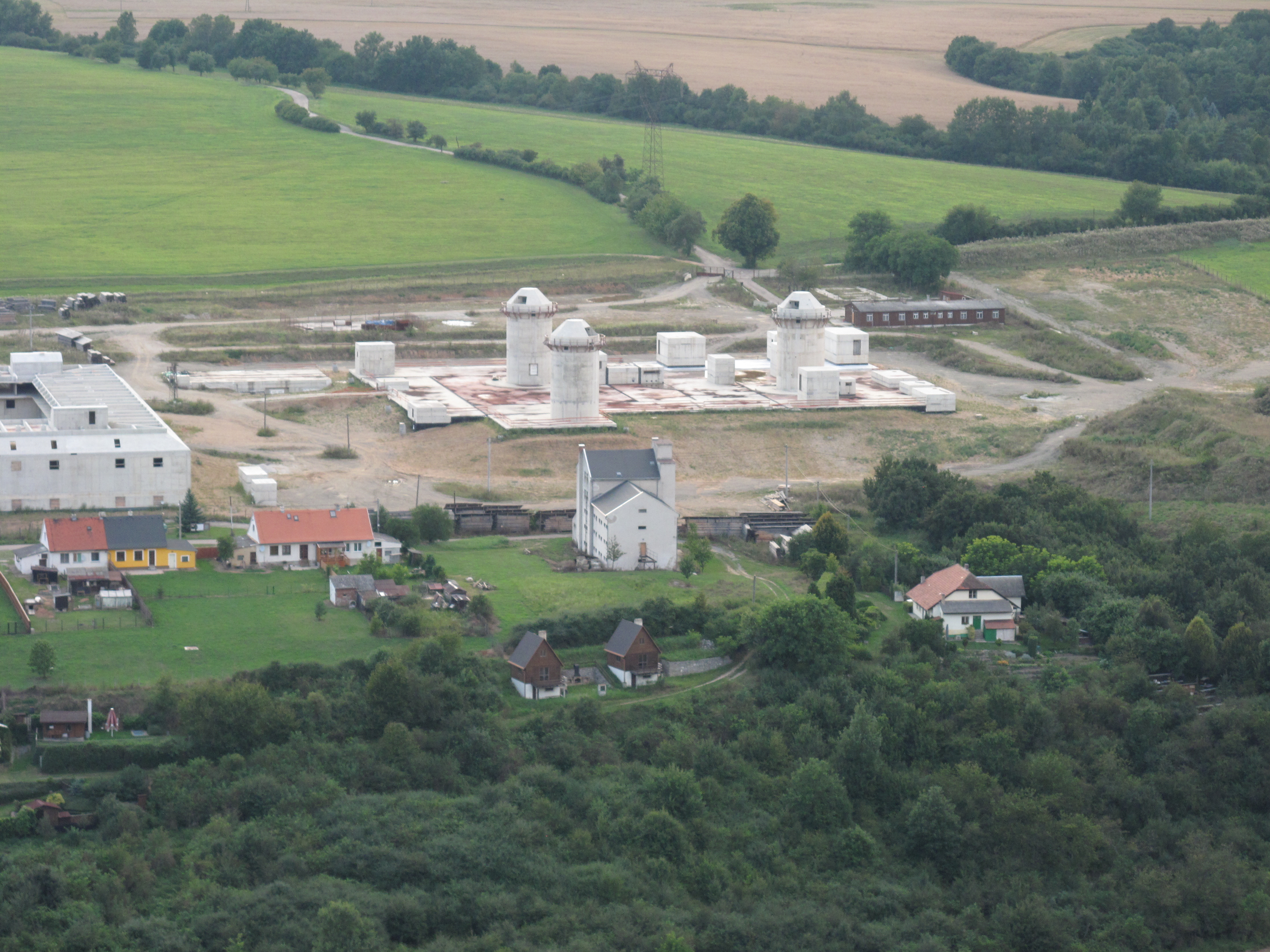
Výstavba Majáku Ptyč (2014)

Záměr stavby byl ohlášen 13. června 2007 a 19. září 2007 byla podána žádost o územní rozhodnutí.
Podle původního projektu by stavba přerušila některá místní spojení, což se stalo i důvodem k odporu několika starostů okolních obcí proti stavbě. Starosta Hlinců (pod něž území spadá) Jaroslav Helebrant je však s investorem spokojen a na stavbě brigádničí jako řidič. Stavební odbor v Kralovicích pod vedením Hany Vorlové kvůli nedořešení cest dva a půl roku odmítal vydat stavební povolení a investora pokutoval, podle Hany Vorlové se investorská firma chovala arogantně. Investor byl donucen vybudovat pro provoz stavební techniky a zajištění přístupu k blízkým nemovitostem novou silnici o délce 2,6 km v hodnotě desítek milionů Kč, což způsobilo roční zdržení stavby. V nedaleké osadě Chříč tatáž firma opravuje památkově chráněný statek a kostel, což místní lidé oceňují.
Přesnější informace o vlastnících i účelu objektu stavbyvedoucí a dělníci před MF Dnes údajně tajili, lidé v okolních vesnicích prý stavbu přezdívají na „Temelín“ či „Gabčíkovo-Nagymáros“ a spekulují o tom, že má sloužit nějaké náboženské sektě, která zde v podzemí má lidem vymývat mozky.
Webové stránky projektu obsahují nabídku nejrůznější forem ubytování a rekreačních aktivit. V úvodu obsahují informaci, že filosofií centra je Avenna, s odkazem na web Avenna s návody „jak se uzdravit, jak urovnat vztahy, jak pochopit osud a další“, a v sekci Vzdělávání je uvedeno, že bude „vzdělávání jedním z hlavních důvodů pobytu“.
28. února 2013 Daniela Kuchtová náhle ukončila spolupráci s léčitelkami Kuňovou a Přádovou a zakázala jim vstup do objektu. MF Dnes to dává do souvislosti se změnami majitele statku Dubjany, který Kuchtová prodala Kuňové a ta poté jiné osobě. Investorka změnila projektanta a začala projednávat jinou podobu objektu. Výstavba byla přerušena.
Dle informací z podzimu 2014 byl projekt přepracován. Pod zemí má vzniknout speciální depozitář s velkými trezory. Nejmenší jsou velké 2,5 metru čtverečních, rozloha největšího přesahuje 45 metrů čtverečních a vejde se do něj sbírka umění, auto či 70 tun zlata v cihlách. První trezory mají začít sloužit v druhé polovině roku 2016. Nad trezory pak vyroste 32 luxusních domů, největší bude mít rozlohu resp. obytnou plochu 235 metrů čtverečních. Součástí areálu o rozloze 16 900 metrů čtverečních jsou také zemědělská usedlost Château Berne, soukromá honitba, jízdárna a heliport.
Od 25. dubna 2016 byla zahájena 14měsíční etapa rekonstrukce a dostavby, během níž proběhla demolice části nedostavěného objektu, zemědělských skladů, které původně měly sloužit v rámci budovaného esoterického školicího střediska Maják hnutí Avenna. Během roku mají být zakryty tři věže a dokončeny první luxusní vily. Areál je nově prezentován jako Park Berne, který má kombinovat luxusní bydlení na povrchu s rozsáhlými trezorovými místnostmi v podzemí. Depozitář má pojmout jak nejmenší předměty, tak rozsáhlé sbírky umění, datová úložiště či automobily. Hlavním investorem nového projektu je společnost Double Square Group, za niž se vyjadřuje mluvčí Ondřej Drábek. Jediným akcionářem investora Double Square Group je společnost Double Square Limited registrovaná na Kypru, jehož jedinou členkou představenstva je Daniela Kuchtová.
Podle zprávy z července 2019 stál na pozemku podzemní depozitář a tři vily.